# Метлок (2. сезона)
Друга сезона серије Метлок је емитована од 22. септембра 1987. до 3. маја 1988. године и броји 24 епизоде.

## Опис
Ненси Стафорд је заменила Линду Перл на почетку сезоне. Кари Лајзер је унапређена у главну поставу коју је напустила након епизоде "Геније".

## Улоге

### Главне
- Енди Грифит као Бен Метлок
- Ненси Стафорд као Мшел Томас
- Кари Лајзер као Кејси Филипс (Епизоде 1-21)
- Кен Холидеј као Тајлер Хадсон

### Епизодне
- Џули Сомарс као ПОТ Џули Марч (Епизоде 4−5, 9−11, 15, 22)

## Епизоде
| Бр. еп. (укупно) | Бр. еп. (у сезони) | Наслов                     | Редитељ              | Сценариста                                                  | Премијера           | Гледаност у САД-у (милиони) |
| --- | ------------------ | -------------------------- | -------------------- | ----------------------------------------------------------- | ------------------- | --------------------------- |
| 25 | 1                  | "Милијардер (1. део)"      | Кристофер Хиблер     | Синопсис: Ен Колинс Сценарио: Дин Харгров и Џоел Штајгер    | 22. септембар 1987. | TBA                         |
| Амерички пословни човек и тајкун који живи у Британији као богат човек, Алберт Гордон, је пронађен убијен. Америчка заступница Мишел Томас која је радила за Алберта је пронашла његово тело. Један од његова два сина, Ерик Гордон, је проглашен кривим за убиство оца. Његова сестра Лора Гордон верује у братовљеву невиност и заказује пробно суђење у нади да ће то довести до поновног суђења. Метлок путује у Енглеску да заступа Ерика. Пробно суђење је исто као и право суђење у старом Бејлију, а изворни тужилац и судија се враћају из пензије. Прва појава Мишел Томас. |                    |                            |                      |                                                             |                     |                             |
| 26 | 2                  | "Милијардер (2. део)"      | Кристофер Хиблер     | Синопсис: Ен Колинс Сценарио: Дин Харгров и Џоел Штајгер    | 22. септембар 1987. | TBA                         |
| Метлок наилази на препреку због смрти Фионе Максвел и тражи од Тајлера да открије особу која стоји иза тога. Кад је Роберт Харис у узорку којим је искоришћен Алберт и у који је Фиона упала, он унајмљује Тајлера да обије трезор. На крају епизоде, Метлок пита Мишел да замени његову ћерку Шарлин и постане његова млађа партнерка па они и Тајлер лете назад за Конкорд. |                    |                            |                      |                                                             |                     |                             |
| 27 | 2                  | "Слепа правда"             | Кристијан А. Ниби II | Сем Бернард                                                 | 29. септембар 1987. | TBA                         |
| Кад је једна Мишелина другарица са факултета оптужена да је убила свог насилног супруга, Мишел је пресрећна што преузима случај. Метлок касније открива да је прави убица Клејев слепи друг, али открива да треба срећа да се докаже како је слепац успео да изведе скоро савршено убиство. |                    |                            |                      |                                                             |                     |                             |
| 28 | 4                  | "Рвач"                     | Кристофер Хиблер     | Синопсис: Ен Колинс Сценарио: Рик Фурније                   | 13. октобар 1987.   | TBA                         |
| Метлок невољно пристаје да заступа познатог рвача кад је оптужен да је убио дугогодишњег противника, али тек кад га је Кејси замолила то. Кључна сведокиња у случају је девојчица која је била највећи обожавалац мртвог рвача, али чија прича можда није потпуно тачна. |                    |                            |                      |                                                             |                     |                             |
| 29 | 5                  | "Супруг"                   | Тони Морденте        | Ли Венс и Роберт Шлит                                       | 20. октобар 1987.   | TBA                         |
| Метлок је пресрећан што брани Кејсину драгу другарицу Дајен Џонас-Бенсон јер га голица машта да сазна да ли њен супруг Кевин Бенсон има другу супругу Џуди Бенсон и трећу супругу Елизабет Бенсон. |                    |                            |                      |                                                             |                     |                             |
| 30 | 6                  | "Моћни деоничари (1. део)" | Чарлс С. Дабин       | Роберт Хамилтон                                             | 27. октобар 1987.   | TBA                         |
| Метлок путује у Вашингтон и невољно преузима случај Мелинде Стјуарт која је оптужена за убиство свог извора. Кад је Тајлера повукао агент ФБИ-а Пол Дејвис пре Метлока, он је викао на агента да му не уништи одело које је већ било уништено. Да Мелинда призна кривицу, радије би слушала оно шта агент Дејвис има да каже, него да он њу слуша. |                    |                            |                      |                                                             |                     |                             |
| 31 | 7                  | "Моћни деоничари (2. део)" | Чарлс С. Дабин       | Роберт Хамилтон                                             | 3. новембар 1987.   | TBA                         |
| Метлок постаје избезумљен кад његова брањеница Мелинда начини признање и промени му кораке. Тајлер тражи Карису Ирвин која је у топлицама у Тексасу под јаким седативима. |                    |                            |                      |                                                             |                     |                             |
| 32 | 8                  | "Мрежа"                    | Кристофер Хиблер     | Синопсис: Дин Харгров и Џоел Штајгер Сценарио: Филип Мишкин | 1. децембар 1987.   | TBA                         |
| Метлок и Мишел путују у Лос Анђелес да бране телевизијског водитеља оптуженог за убиство свог шефа. |                    |                            |                      |                                                             |                     |                             |
| 33 | 9                  | "Најбоља другарица"        | Тони Морденте        | Џералд Сенов                                                | 8. децембар 1987.   | TBA                         |
| Писац је пронађен мртав, а Ванеса је оптужена за убиство. Метлок и даље води случај. Очигледно, Метлок такође открива како је његова брањеница која је ооптужена за убиство стварно починила убиство па смишља план да умеша и њену најбољу другарицу Сару у злчин знајући да Ванеса неће дозволити да њена другарица страда због нечег што је она урадила. Након што Тајлер који је покушао да погледа све записе пре Ламонта који нема ништа, он проналази Дагласов рукопис у једној од књига и даје га Ламонту да га умножи и одштампа, а он га спаљује. |                    |                            |                      |                                                             |                     |                             |
| 34 | 10                 | "Дечко са села"            | Чарлс С. Дабин       | Док Барнет                                                  | 15. децембар 1987.  | TBA                         |
| Метлок омиљени кантри певач од свих Џими ле Гранд је оптужен за саобраћјну несрећу са смртним исходом од Кити Керол у којој је страдала њена сестра Луан. Откривено је да га је она оставила због злостављања под дејством алкохола. А онда се десило да га Метлок брани и угошћава га у својој кући. Ипак, он ускоро открива да је Џими јако тешка особа и да има тешкоћа са алкохолом. |                    |                            |                      |                                                             |                     |                             |
| 35 | 11                 | "Дар"                      | Тони Морденте        | Роберт Шлит                                                 | 22. децембар 1987.  | TBA                         |
| Метлок брани Деда Мраза оптуженог за убиство - Брајана Емерсона. Меги Кроли, Брајанова бивша супруга, је убијена у 22:05. Она је водила Божићну прославу пуну Деда Мразева. Метлок такође игра оца Божића Венди Кроли, Мегиној Брајановој ћерки и шири божићне радости на судију који је изгубио божићни дух. Након што је Тајлер ударен у главу, Филип Трејси, кога је жена оставила пре седам година, признаје да је ишао те ноћи на прославу да се нађе са Меги и да је он упућивао све оне претеће позиве Меги због онога што је Меги учинила његовој супрузи. Такође каже да је био толико бесан да је могао да убије Меги лично: "али неко ме је претекао". Такође каже Тајлеру да је имао среће што је тај починио убиство. Тајлер онда враћа Трејсијеву супругу Миријам као бижићни поклон. Њен супруг тада пита: "Што си дошла?", а Миријам одговара: "Рекао је да ме још волиш". Филип одговара својој супрузи: "Али оставила си ме", а Миријам онда одговара: "Сам си ме отерао". На крају, Филип говори Миријам: "Мислио сам да ме не желиш више". |                    |                            |                      |                                                             |                     |                             |
| 36 | 12                 | "Коцкар"                   | Тони Морденте        | Роберт Хамилтон                                             | 29. децембар 1987.  | TBA                         |
| Метлок брани полицијског поручника против оптужбе за убиство у Лас Вегасу. Лора Норвуд, жртва, је убијена у ноћи 19. између 22:30 и 23:30. Одсела је на шестом спрату хотела који води Луис Девлин у Апартману принцезе. |                    |                            |                      |                                                             |                     |                             |
| 37 | 13                 | "Тело"                     | Чарлс С. Дабин       | Џералд Санов                                                | 5. јануар 1988.     | TBA                         |
| Метлок је пресрећан што брани жену која је оптужена за убиство учитељице аеробика Кристи Хантли која је спавала са њеним супругом. Метлок касније запажа да Кристинина смрт нема никакве везе са тим са киме је спавала јер има све везе са тим зашто је спавала са њима. |                    |                            |                      |                                                             |                     |                             |
| 38 | 14                 | "Годишњица матуре"         | Чарлс С. Дабин       | Мери Ен Касика и Мајкл Шеф                                  | 12. јануар 1988.    | TBA                         |
| Метлок долази на Годишњицу матуре на правном факултету са својим старим друговима са студија, али окупљање кратко траје кад је један од њих убијен, једном смештено, а Метлок нема избора него да докаже да је један бивши студент сместио другом. Такође даје задатак Мишел и Тајлеру да прате људе који су убили Ворена. |                    |                            |                      |                                                             |                     |                             |
| 39 | 15                 | "Жиголо"                   | Тони Морденте        | Стивен Блек и Хенри Стерн                                   | 19. јануар 1988.    | TBA                         |
| Када су љубавницу жењеног човека прегазила кола, Метлок брани Скота Лазара за ово убиство. |                    |                            |                      |                                                             |                     |                             |
| 40 | 16                 | "Арбитар"                  | Харви С. Лејдмен     | фил Мишкин                                                  | 26. јануар 1988.    | 25.40                       |
| Метлок брани продавца осигурања оптуженог за убиство свог челника након расправе током утакмице у којој је челник био судија. |                    |                            |                      |                                                             |                     |                             |
| 41 | 17                 | "Истрага (1. део)"         | Кристифер Хинбер     | Синопсис: Ен Колинс Сценарио: Дин Харгров и Џоел Штајгер    | 2. фебруар 1988.    | TBA                         |
| Познати мафијаш треба да буде откривен. Након што је политичар судски позвао мафијашевог сина Крега Џентрија, политичар је убијен, а Крег је ухапшен због његовог убиства. Кад се то десило, он је одбио да се обрати свом оцу па се уместо тога обратио Метлоку. Уз охрабривање Кејси, Тајлер улази у кафану. Пре него што је испитао Хуаниту Мартинез о једном човеку који је радио за банду Мартинезових и који је пуцау у згради тог дана, шанкер баца Тајлера на под. Кад је Метлок ушао у кафану из које је Тајлер отишао, он тражи Микија Морисона, који је пронађен мртав, пре него што је Метлок ударен у главу. |                    |                            |                      |                                                             |                     |                             |
| 42 | 18                 | "Истрага (2. део)"         | Кристофер Хиблер     | Синопсис: Ен Колинс Сценарио: Дин Харгров и Џоел Штајгер    | 9. фебруар 1988.    | TBA                         |
| Док се истрага наставља, Метлок, који је нападнут, наставља са случајем. Џентри и даље окреће леђа оцу, Тајлер се враћа у исту кафану и где даље бива бацан на под (двапут), поготово кад је питао Хуаниту Мартинез где је била у ноћи кад су побијени Морисон и конгресмен Пит Мекгајс. Кад породица Џентри замало упадне усред мафијашког рата са породицом Хернандез, Метлок примећује да неко притиска дугмиће. |                    |                            |                      |                                                             |                     |                             |
| 43 | 19                 | "Ситничар"                 | Чарлс С. Дабин       | Синопсис: Дин Харгров Сценарио: Џоел Штајгер и Фил Мишкин   | 16. фебруар 1988.   | 26.70                       |
| На телевизијском програму, Метлок и Мишел морају да докажу да Хал Симпсон није убио Роберта Улмана, мутног ситничара. |                    |                            |                      |                                                             |                     |                             |
| 44 | 20                 | "Љубавни јади"             | Кристофер Хиблер     | Макс Исенберг                                               | 23. фебруар 1988.   | TBA                         |
| Метлок и Мишел заступају човека оптженог за убиство саветника чији су савети довели до краја његов брак. Прави убица није раскринкан уз помоћ угљеног филма са писаће машине "ИБМ Селектрик". |                    |                            |                      |                                                             |                     |                             |
| 45 | 21                 | "Геније"                   | Френк Такери         | Линколн Киб                                                 | 15. март 1988.      | TBA                         |
| Метлоков сестрић је оптужжен за убиство свог шефа у високо-технолошком рачунарском предузећу и мора да скине љагу са свог имена. Последња појава Кејси Филипс. |                    |                            |                      |                                                             |                     |                             |
| 46 | 22                 | "Чаробњак"                 | Кристофер Хиблер     | Џералд Санов                                                | 22. март 1988.      | TBA                         |
| Метлок иде на чаробњачку представу једне ноћи. После тога, Данијело Фонтејну је смештено убиство његове ортакиње и љубавнице која је била опака колико и лепа. Кад се билијар завршио, Тајлер је испитао Џимија о његовом малом наступу са "Чаробним замком". Његова веза са тим друштвом смешта Тајлеру због чега обојица завршавају у затвору, а Тајлер је бесан на Џимија јер му је он рекао да је њему Артур Волф рекао да то уради. |                    |                            |                      |                                                             |                     |                             |
| 47 | 23                 | "Пецарош"                  | Харви С. Ледмен      | Марвин Кафер                                                | 29. март 1988.      | TBA                         |
| Метлок брани Вијетнамца пецароша и његовог сина након што је пецарош са предрасудама убијен на броду. Заједно, отац и син су се са њим свађали. Испада да је у питању нешто више од Метлоковог брањења пецароша пошто он постаје главни осумњичени за расисте из града. |                    |                            |                      |                                                             |                     |                             |
| 48 | 24                 | "Наследница"               | Лео Пен              | Дајана Копалд Маркус                                        | 3. мај 1988.        | TBA                         |
| Кад је Алисон Тејт била мала, пронашла је тела својих родитеља које је побио провалник. Кад је напунила 21 годину, потражила је Маршу Голд и пронашла ју је мртву убијену на исти начин као што су њени родитељи побијени много година раније. Кад је враћена у санаторијум "Линдер" где је боравила од убиства својих родитеља, Боб Рајнер (пословни партнер њеног оца и њен сурогат стриц) унајмњује Метлока да докаже да Алисон није крива за ово убиство, за које испада да има везе са Вореном Крајцером, агентом осигурања који је креће на одмор, али ће учинити шта год треба да заштити Алисон. |                    |                            |                      |                                                             |                     |                             |